# Музей родини Косачів

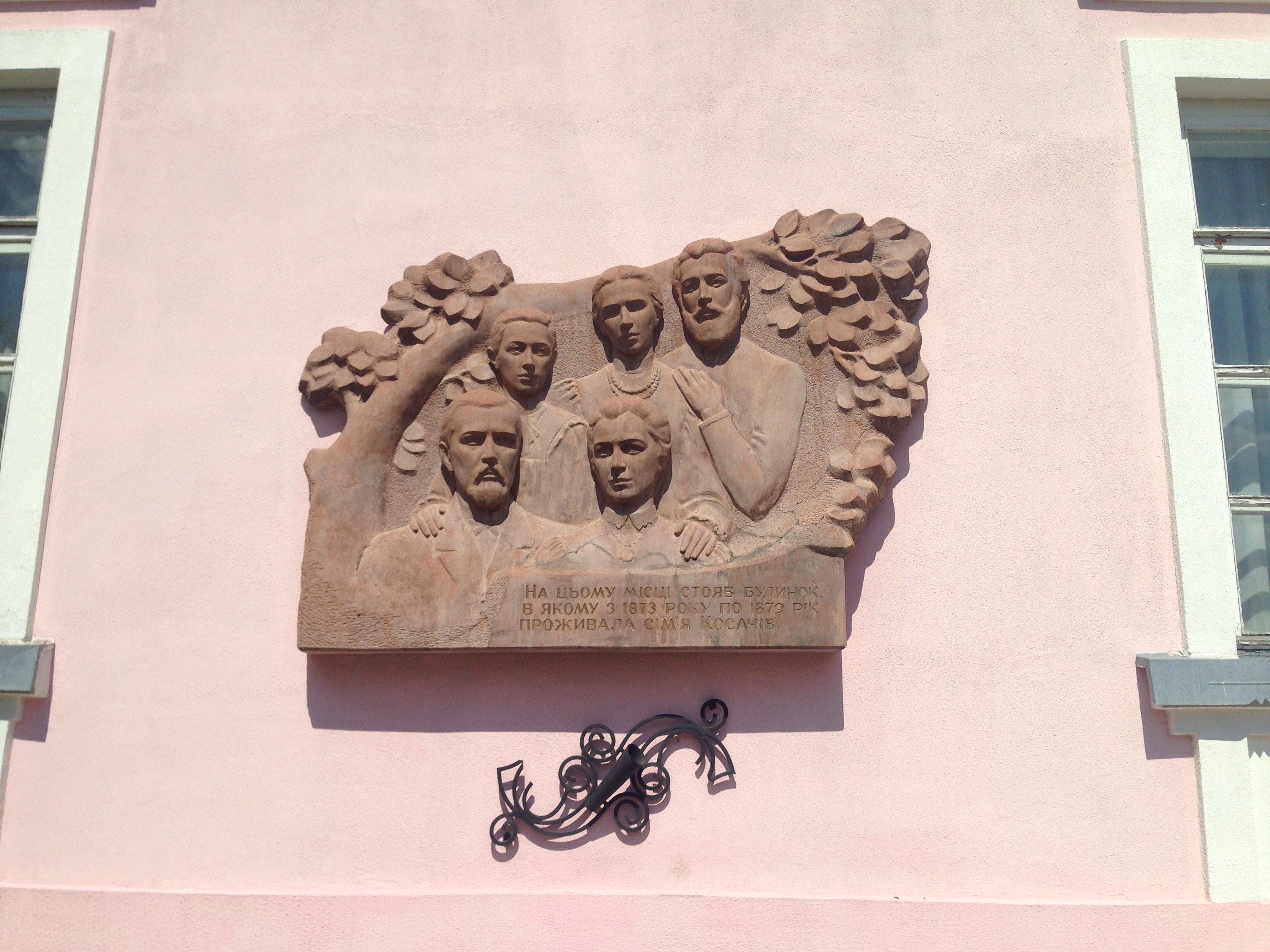
На стіні музею розміщена меморіальна дошка із скульптурно-барельєфним зображенням: Петро та Ольга Косачі та їх троє дітей — Михайло, Лариса, Ольга (скульптор О. Коркушко, архітектор А. Черніченко).

Музей родини Косачів-Драгоманових – музей у Звягелі (у 1795—2022 роках — Новоград-Волинський). Заснований у 1999 році за ініціативою творчої інтелігенції міста.
Одинадцять років прожила сім'я Косачів у місті Звягель, шість з яких родина перебувала у будинку Завадських на вулиці Завадських (1873—1879 роки).
Музей родини Косачів-Драгоманових — єдиний в світі, присвячений славетній, неординарній сім'ї, в якій народилася всесвітньовідома геніальна українська поетеса Леся Українка (Лариса Петрівна Косач). Народилася вона в родині Петра Антоновича Косача, голови з’їзду мирових посередників та Ольги Петрівни Драгоманової-Косач, письменниці, публіцистки, перекладачки, громадської діячки, літературної критикині, першої жінки членкині-кореспондентки Української Академії Наук з 1924 року, більш знаної як Олена Пчілка. Псевдонім «Олена Пчілка» Ольга Петрівна Драгоманова-Косач набула саме в місті Звягель.Ось як про це згадує  молодша дочка Косачів  Ізидора Косач-Борисова:
|  | Олена Пчілка — псевдонім, що мама придбала собі, як була ще зовсім молода. Тоді молоде подружжя (наші батьки) жили в Звягелі на Волині, там часто Ольгу звуть Олена, а що мама дуже захопилась збиранням етнографічного матеріалу (вишивки, тканини), то батько наш казав, що вона «як тая пчілка працює». Та й все життя мама любила пчіл — ці комахи подобалися їй, як символ невсипущої праці для загалу. |

До Звягеля (офіційно місто тоді називалося Новоград-Волинський) Ольга Петрівна Драгоманова-Косач (Олена Пчілка) приїхала разом з чоловіком Петром Антоновичем  Косачем 1868 році по кілька днів опісля вінчання, яке відбулося в с.Пирогово під Києвом. Петро Антонович Косач жив у Звягелі з 1866 року, де  на той час вже служив головою зїзду мирових посередників. У Звягелі Ольга Петрівна    почала захоплюватися вивченням народного побуту, записувала пісні, збирала зразки вишивок. Як наслідок її довголітньої праці над дослідженням та збиранням зразків  вишивок  з'явилася у 1876 році перша в Україні наукова праця, присвячена орнаментиці: «Український народний орнамент: вишивки, тканини, писанки».Ольга Петрівна вважала, що українська вишивка унікальна та неповторна, тому писала з цього приводу: «Потреба в таких зразках, чисто народніх українських — велика, бо й зразки вишивок, так само як твори народного слова, можуть псуватися, калічитись… Бажано, щоб наші вишиванки зоставалися при своїй давній, властивій їм красі». В Звягелі Олена Пчілка  розпочала і перекладацьку діяльність. с 
У 1999 році  українська громадськість відзначила 150-річницю від дня народження видатної українки. 31 липня 1999 року під час міжнародного свята літератури і мистецтв «Лесині джерела», що традиційно проходить у місті Звягелі, відбулося урочисте відкриття музею родини Косачів. На урочистостях була присутня Наталія Світозарівна Драгоманова-Бартаї — онука Михайла Петровича Драгоманова, внучата племінниця Лесі Українки. Музей родини Косачів збудовано на місці будинку Завадських, в якому родина прожила шість з одинадцяти  років, що родина Косачів провела  у місті Звягель.
Ольга Петрівна Драгоманова-Косач згадувала:
|  | … перейшли жити в 1873-му, восени, на улицю Завадських, найнявши цілу садибу таки в пані Завадської, польки… Це була найкраща з трьох наших домівок звягельських, де ми, Косачі, проживали: мали-бо ми в Завадських дуже великий, хоч і одноповерховий, будинок, а до того — розкішний садок. Теж дуже великий. Давня правдива панська оселя… В домі Завадських у 1877 році 26 мая вродилася друга наша дочка, Ольга. З усього часу, прожитого в Звягелю, пробули ми в Завадських найдовше. |

 

Справді тут народилася Ольга Косач-Кривинюк, молодша сестра Лесі Українки, авторка фундаментальної "Хронології життя і творчости Лесі Українки". отже перший біограф Лесі Українки, зберігачка архіву цієї видатної родини. З шести дітей,  народжених  в родині Косачів, троє народилися у Звягелі: Михайло, Лариса та Ольга Косачі. 

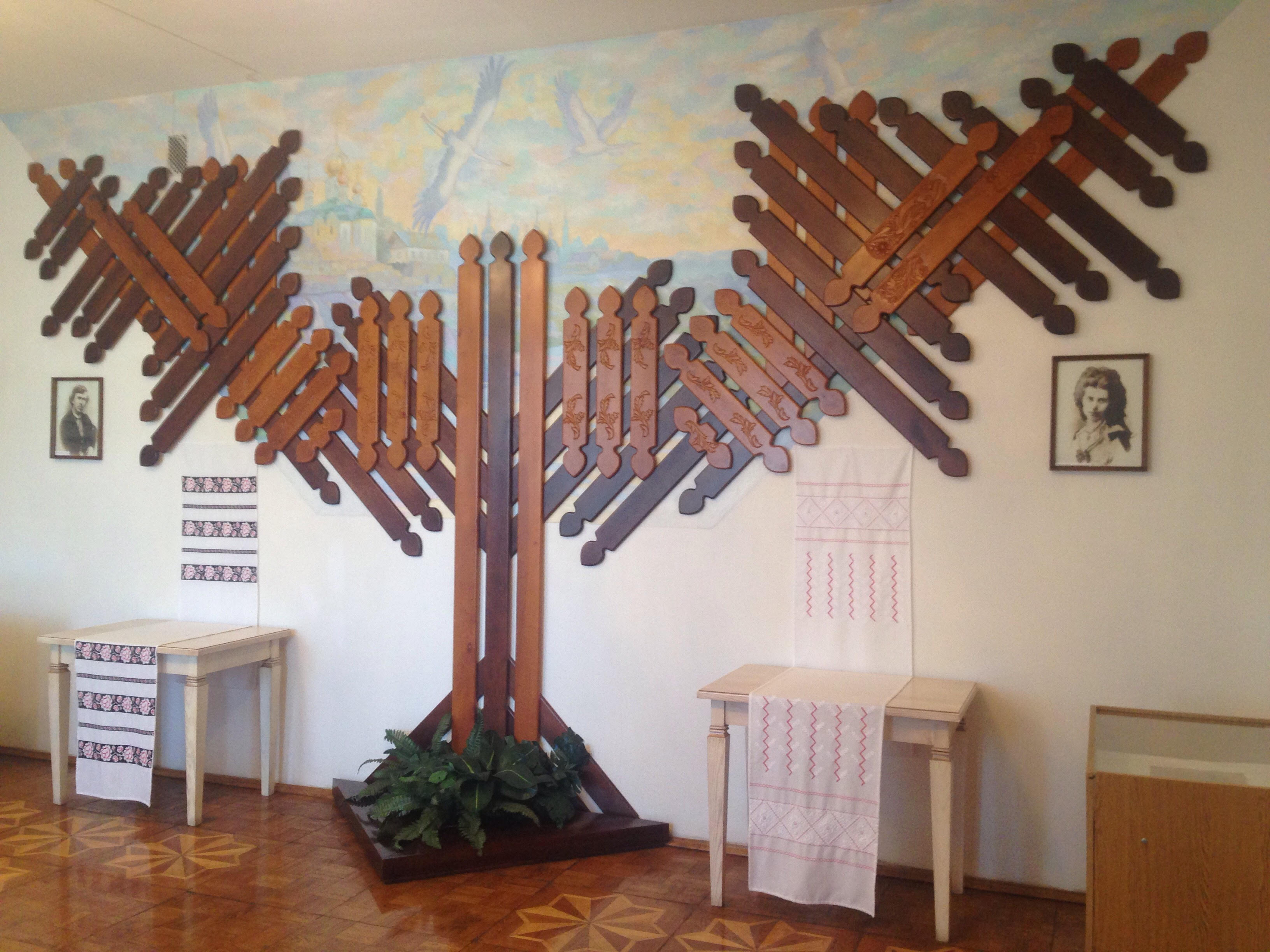
Родинне дерево

Експозиція музею, розташована у 7 залах, розповідає про батьків Лесі Українки: громадську, літературну та видавничу діяльність Ольги Петрівни Драгоманової-Косач (Олени Пчілки), висвітлює професійну і громадську діяльність Петра Антоновича Косача, життєвий шлях всіх їх дітей та дає уявлення про стосунки родини із видатними українцями – Миколою Лисенком, Михайлом Старицьким, Володимиром Антоновичем, Михайлом Драгомановим — братом Олени Пчілки і улюбленим дядьком Лесі Українки.
В літературно-музичній залі музею проводяться мистецькі заходи: концерти класичної та народної музики, презентації друкованих видань, зустрічі з поетами, письменниками, художниками, краєзнавцями. 
На фасаді музею розміщено меморіальну таблицю із скульптурно-барельєфним зображенням: Петро та Ольга Косачі та їх троє дітей — Михайло, Лариса (Леся Українка), Ольга, які народилися у Звягелі. Скульптор О. Коркушко та архітектор А. Черниченко.

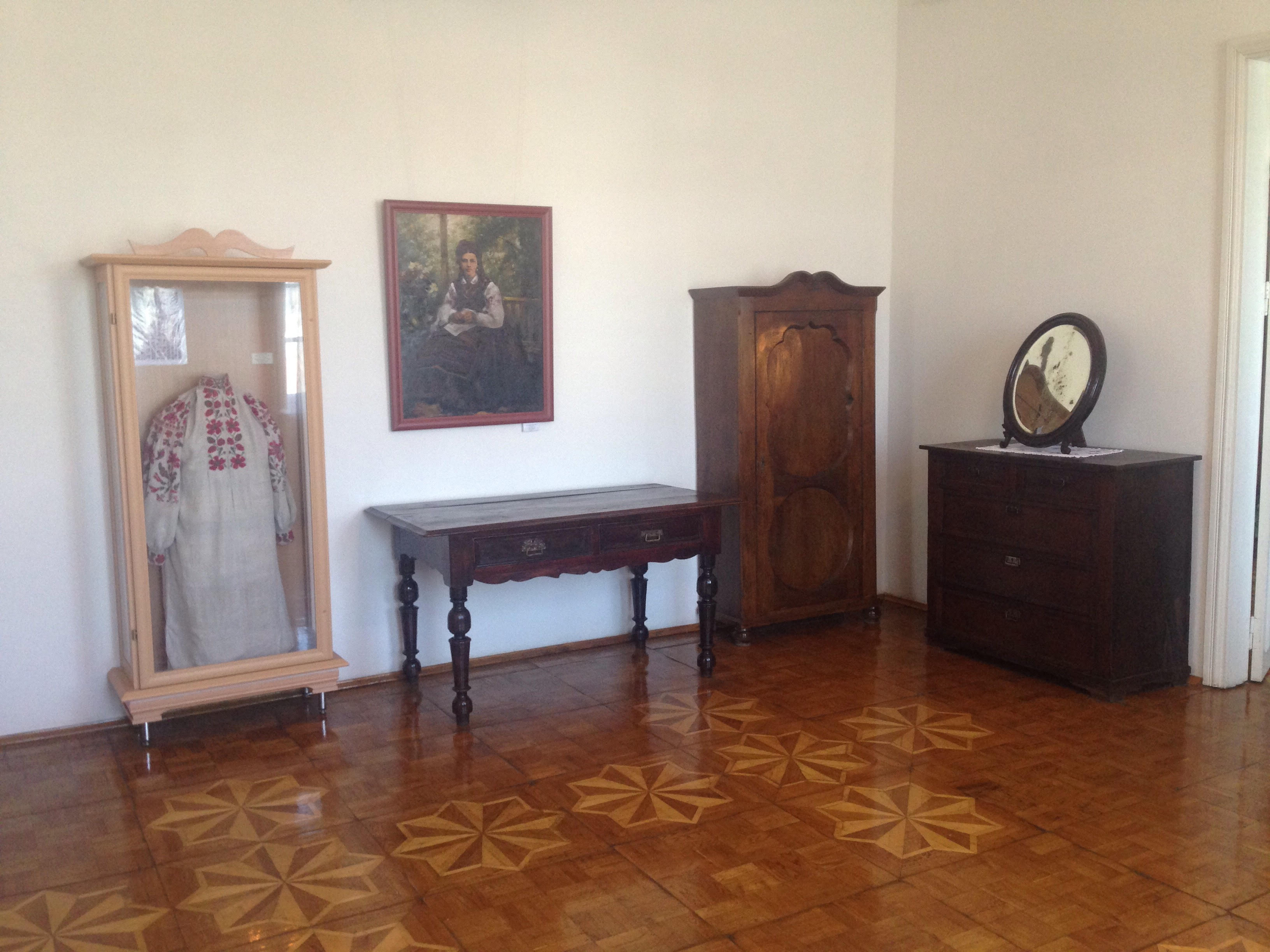
Експозиція присвячена життю і творчості Ольги Петрівни Драгоманової-Косач

Фонди музею складають близько 2000 одиниць музейних предметів, серед яких — колекція прижиттєвих видань Олени Пчілки, Михайла Драгоманова, Лесі Українки, Михайла Обачного, Михайла  Старицького (книги другої половини XIX ст. — початку XX ст.):
- Антонович В., Драгоманов М. Исторические песни малорусского народа. — Т. 1, 2. — Київ: друкарня Фриза, 1874.
- М. Драгоманов Про українських козаків татар і турків. — Львів: товариство імені Т. Г. Шевченка,1876.
- Гоголь Микола Васильович Вечорниці / переклад Михайла Обачного і Лесі Українки. — Львів, 1885Леся Українка Одно слово. — Київ: Час, 1908.
- Леся Українка Твори (книга перша). — Київ: Дзвін, 1911.
- Олена Пчілка Оповідання з автобіографією. — Харків: Харполіграф, 1930, а також окремі речі побуту. що належали родині Косачів. Зібрання музею постійно поповнюються.

Відкриття музею стало   величезною культурною подією в житті Новограда-Волинського — Звягеля. Це стало  передумовою для створення культурно-просвітницького центру, який сприяє задоволенню духовних та культурних потреб мешканців та гостей міста.
Мета створення музею — знайомство з духовною атмосферою родини Косачів-Драгоманових, її світоглядом, відношенням до батьківщини, до її природи, мови та звичаїв. Різнобічна діяльність музею родини Косачів спрямована на задоволення естетичних та духовних смаків відвідувачів — мешканців та гостей міста Звягеля.
В музеї проводяться:
- Оглядова екскурсія «Родина Косачів. Звягельський період»;
- Інтерактивні екскурсійні програми:«Олена Пчілка — мати і громадська діячка",  "Петро Антонович —  життя во благо", «Михайло Косач — яскраве коротке життя»; «Ольга Косач-Кривинюк» — сестра і хронограф Лесі Українки", "Шевченко і Косачі", "Театр в родині Косачів", "Михайло Драгоманов. Портрет особистости", "Климент Квітка.Портрет особистости".
- Інтерактивна екскурсія для старшого дошкільного та молодшого шкільного віку «Звягельське дитинство Лесі Українки»;
- Квест-екскурсія для учнів середніх і старших шкіл та студентів "Родина Косачів-Драгоманових".

Також у музеї можна долучитися до мистецької акції «Узори Олени Пчілки», під час якої "узори", зібрані Ольгою Петрівною Косач (Оленою Пчілкою) в Звягельському повіті, вишиваються на древньому конопляному полотні.
Сторінка музею родини Косачів у Facebook: https://www.facebook.com/museumkosach/